# بزرگراه میان‌ایالتی ۵۷
بزرگراه میان ایالتی ۵۷ (به انگلیسی: Interstate-57، مخفف:I-57) یکی از بزرگراه‌های میان ایالتی آمریکاست؛ که مسیر شمالی-جنوبی داشته و زیرمجموعه ندارد.